# Al Crane
Al Crane es una serie de historietas del oeste publicada entre 1976 y 1977 por los franceses Gérard Lauzier, al guion, y Alexis, al dibujo, en la revista Pilote Mensuel. Parodia todos los tópicos del género.

## Trayectoria editorial
La serie se publicó en los números 25 a 31, 33 a 36, 38 y 41 de "Pilote Mensuel", finalizando bruscamente a causa de la prematura muerte de su dibujante.
La editorial Dargaud la recopiló en dos álbumes:
- 1977 Les aventures d'Al Crane
- 1978 Le retour d'Al Crane[2]

En España, apareció en las revistas "Blue Jeans" y "Bumerang" de Nueva Frontera entre 1977 y 1979.